# Couma
Couma (nomes comuns: sorva ou cumá) é um género botânico pertencente à família Apocynaceae.

## Espécies
- Couma catingae
- Couma guianensis
- Couma macrocarpa
- Couma rigida
- Couma utilis